# Клаудіо Таффарел
Клаудіо Таффарел (порт. Cláudio Taffarel, нар. 8 травня 1966, Санта-Роза) — бразильський футболіст, воротар. По завершенні ігрової кар'єри — футбольний тренер. Наразі входить до тренерського штабу клубу «Галатасарай».
Як гравець насамперед відомий виступами за клуб «Інтернасьйонал», а також національну збірну Бразилії.
У складі збірної — чемпіон світу, дворазовий володар Кубка Америки. Володар Кубка Кубків УЄФА. Володар Кубка КОНМЕБОЛ. Володар Кубка УЄФА. Володар Суперкубка УЄФА. Дворазовий володар Кубка Італії. Дворазовий чемпіон Туреччини. Дворазовий володар Кубка Туреччини.

## Клубна кар'єра
У дорослому футболі дебютував 1985 року виступами за команду клубу «Інтернасьйонал», в якій провів п'ять сезонів, взявши участь у 50 матчах чемпіонату.
Згодом з 1990 по 2001 рік грав у складі команд клубів «Парма», «Реджяна», «Атлетіку Мінейру» та «Галатасарай». Протягом цих років виборов титул володаря Кубка Італії, ставав чемпіоном Туреччини (двічі), володарем Кубка Кубків УЄФА, володарем Кубка КОНМЕБОЛ, володарем Кубка УЄФА, володарем Суперкубка УЄФА.
Завершив професійну ігрову кар'єру у клубі «Парма», у складі якого вже виступав раніше. Прийшов до команди 2001 року, захищав її кольори до припинення виступів на професійному рівні у 2003 році. За цей час додав до переліку своїх трофеїв ще один титул володаря Кубка Італії.

## Виступи за збірну
У 1988 році дебютував в офіційних матчах у складі національної збірної Бразилії. Протягом кар'єри у національній команді, яка тривала 11 років, провів у формі головної команди країни 101 матч, пропустивши 70 голів.
У складі збірної був учасником чемпіонату світу 1990 року в Італії, чемпіонату світу 1994 року у США, здобувши того року титул чемпіона світу, а також чемпіонату світу 1998 року у Франції, де бразильці задовільнилися «сріблом».
Учасник розіграшу Золотого кубка КОНКАКАФ 1998 року у США, на якому команда здобула бронзові нагороди, а також п'яти розіграшів Копа Америка, у тому числі двох переможних для бразильців турнірів — домашнього розіграшу 1989 року та розіграшу 1997 року у Болівії.

## Кар'єра тренера
Розпочав тренерську кар'єру невдовзі по завершенні кар'єри гравця, 2004 року, увійшовши до тренерського штабу клубу «Галатасарай», в якому пропрацював менше року. Наразі досвід тренерської роботи обмежується цим клубом, в якому Клаудіо Таффарел з 2011 року знову опікується підготовкою воротарів.

## Титули і досягнення

### Командні
- Володар Кубка Італії (2):

«Парма»: 1991–92, 2001–02
- Чемпіон Туреччини (2):

«Галатасарай»: 1998–99, 1999–2000
- Володар Кубка Туреччини (2):

«Галатасарай»: 1998–99, 1999–2000
- Володар Кубка Кубків УЄФА (1):

«Парма»: 1992–93
- Володар Кубка КОНМЕБОЛ (1):

«Атлетіко Мінейро»: 1997
- Володар Кубка УЄФА (1):

«Галатасарай»: 1999–00
- Володар Суперкубка УЄФА (1):

«Галатасарай»: 2000

### Збірні
- Чемпіон світу (U-20): 1985
- Чемпіон Південної Америки (U-20): 1985
- Переможець Панамериканських ігор: 1987
- Срібний олімпійський призер: 1988
- Володар Кубка Америки (2): 1989, 1997
- Срібний призер Кубка Америки: 1991, 1995
- Чемпіон світу (1): 1994
- Віце-чемпіон світу: 1998
- Бронзовий призер Золотого кубка КОНКАКАФ: 1998

### Особисті
- Срібний м'яч: 1987
- Золотий м'яч: 1988